# Bluffy
Bluffy is een gemeente in het Franse departement Haute-Savoie (regio Auvergne-Rhône-Alpes) en telt 305 inwoners (2004). De plaats maakt deel uit van het arrondissement Annecy.

## Geografie
De oppervlakte van Bluffy bedraagt 3,8 km², de bevolkingsdichtheid is 80,3 inwoners per km².
De onderstaande kaart toont de ligging van Bluffy met de belangrijkste infrastructuur en aangrenzende gemeenten.

## Demografie
Onderstaande figuur toont het verloop van het inwonertal (bron: INSEE-tellingen).